# بورو كوزمانوفيتش
بورو كوزمانوفيتش (بالهولندية: Boro Kuzmanovic)‏ هو لاعب كرة قدم هولندي في مركز الوسط، ولد في 2 ديسمبر 1962 في سلافونسكي برود في كرواتيا. لعب مع Hermes DVS ‏.

## وصلات خارجية
- بورو كوزمانوفيتش على موقع قاعدة بيانات كرة القدم.إي يو (الإنجليزية)
- بورو كوزمانوفيتش على موقع عالم كرة القدم.نت (الإنجليزية)